# Neoditomyia spinosa
Neoditomyia spinosa är en tvåvingeart som beskrevs av Loïc Matile 1982. Neoditomyia spinosa ingår i släktet Neoditomyia och familjen platthornsmyggor. Inga underarter finns listade i Catalogue of Life.